# Seelig
Seelig AB var ett grossist- och bokdistributörsföretag i Sverige. Företaget hade 2003 110 anställda och omsatte 230 miljoner kronor.[källa behövs] En stor del av Sveriges hundratals bokhandlare och förlag var kunder till Seelig. Årligen distribuerade Seelig runt tio miljoner böcker till bokhandlare och konsumenter. Seelig hade kontor i Solna och lager i Morgongåva där huvuddelen av personalen arbetade.

## Historik
Företaget grundades 1848 i Stockholm som J U Bjurströms Expeditionskontor. 1857 övertogs firman av Axel Ivar Seelig och Abraham Hirsch som drev den under namnet Seelig & Comp. Senare köptes företaget av ett konsortium av bokhandlare och beskrevs i en stockholmstidning 1924 som det okända företaget som stod för en stor del av bokdistributionen i landet. Bokens Hus i Solna, också kallat Seelighuset, invigdes 1968 och där fanns huvudkontoret samt en del av lagret fram till 1990 då lagret flyttades till Morgongåva.

### Försäljning med förhinder
Seeligs styrelseordförande och en av de större aktieägarna Tor Sörlin förhandlade med Bibliotekstjänst (BTJ) om ett samgående i början av 1990-talet men förhandlingarna strandade och två år senare avgick Sörlin som styrelseordförande. Vid denna tid ägdes Seelig av 18 aktieägare. Sörlin hade den största enskilda posten och bland andra betydelsefulla aktieägare kan nämnas Bokia, Killbergs Bokhandel, Gleerups och Stiftelsen Boken i Sverige.
Situationen att bokhandlare ägde och styrde bolaget i vilket de samtidigt var kunder ansågs dock problematisk och därför gjordes förnyade försök att sälja Seelig under ledning av den nye styrelseordföranden Peter Killberg vars far, Sven Killberg, och farfars bror, Otto Killberg, tidigare hade innehaft samma post. Denna gång visade såväl BTJ som ett antal riskkapitalbolag och andra investerare intresserade.
Bibliotekstjänst erbjöd 40 miljoner kronor för samtliga aktier men sänkte budet efter genomgång av bolaget inför förvärvet. Då höjde riskkapitalbolaget Segulah sitt bud till ca 48 miljoner kronor. Segulah drog sig emellertid ur köpet av Seelig när Seeligs vd, Juha Vuori-Karvia, sade upp sig. Seeligs aktieägare inledde då en rättslig tvist vilken 2001 efter överklaganden till Högsta domstolen ledde till att Segulah tvingades ersätta de då före detta aktieägarna med drygt åtta miljoner kronor. Seelig såldes istället i maj 1998 till BTJ för 37 miljoner kronor. BTJ sålde sedan vidare Seelig till Förlagstjänst 2006.

### Neddragningar, förnyad försäljning och avveckling
BTJ tvingades emellertid till neddragningar i verksamhet och personal för Seelig. Bland annat såldes Seelighuset i Solna år 2000 till fastighetsbolaget Stendörren.
2006 sålde BTJ Seelig till största konkurrenten Förlagssystem AB, varvid Seelig gjordes till ett dotterbolag till Förlagssystem. I och med köpet slog Förlagssystem ut en stor konkurrent på distributionssidan, samtidigt som man vann en tidigare saknad logistikverksamhet för bokhandeln.
Vid samma tid som affären med Förlagssystem slöt Seelig långsiktigt nytt avtal med Akademibokhandeln och Bokus om att starta logistikverksamhet i egen regi i Seeligs lokaler. I och med avtalet undvek Seelig att Akademibokhandeln och Bokus startade en helt ny konkurrerande logistikverksamhet, medan Akademibokhandeln och Bokus med större inflytande kunde fortsätta att utnyttja Seeligs grossist- och distributionslager.
I slutet av 2006 aviserades att Seelig och Förlagssystem skulle gå samman under namnet Förlagssystem. I samband med samgåendet i början av 2007 avvecklades Seeligs artikeldatabas Seesam som varit standard i bokhandeln till förmån för Förlagssystems databas Bokrondellen. Seeligs huvudkontor i Sundbyberg flyttades också till Förlagssystems lokaler. Lagret i Morgongåva finns kvar men har inte längre namnet Seelig.[källa behövs]

## Lagret i Morgongåva
I det 13 000 kvadratmeter stora lagret i Morgongåva lagerhölls cirka två miljoner böcker av 60 000 titlar från svenska och utländska förlag. Här hanterades inleveranser, böckerna sorterades, prismärktes och delar av böckerna placerades också ämnesindelade i rullbara hyllor som transporterades direkt till bokhandlar. 2011 flyttade nya ägaren Förlagssystem hela lagret till sin nybyggda anläggning i Falun.[källa behövs]